# Стопера

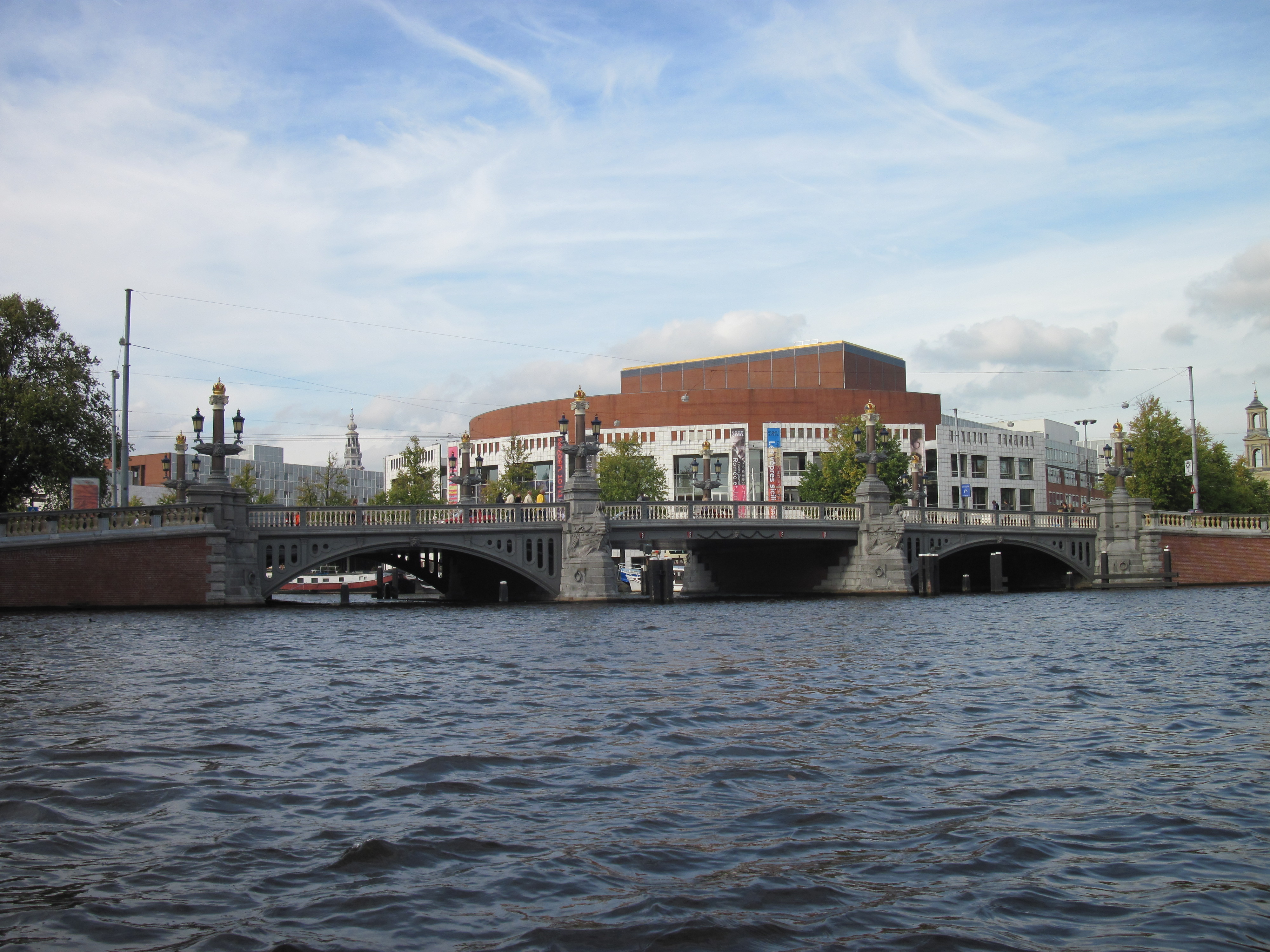
За Синим мостом через Амстел — комплекс «Стопера»

Стопера (нидерл. Stopera) — комплекс в Амстердаме (Нидерланды), в котором находятся городской муниципалитет и Музыкальный театр Амстердама, предоставляющий сцену для Нидерландской Оперы, Национальной балетной труппы Нидерландов и  Голландского симфонического оркестра.
Название «Stopera» произошло от сокращения слов: stadhuis (с нидерл. — «ратуша») и opera (с нидерл. — «опера»).
Комплекс «Стопера» построен в 1982—1986 годах в центре Амстердама на осушенном в XVI веке участке земли Влойенбюрг, между площадью Ватерлоо, рекой Амстел и каналом Званенбюргвал. Здание расположено на излучине реки Амстел. Через стеклянный полукруглый фасад этого огромного здания из многочисленных фойе театра открывается панорамный вид на реку. Архитектор Сес Дам (Cees Dam).
Рядом с комплексом «Стопера» в 1988 году установлен памятник еврейским жертвам Второй мировой войны. Каждый год у монумента проводится церемония в память о «Хрустальной ночи».